# LeaContraceptivum

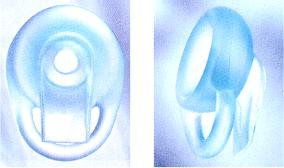
Ilustración de LeaContraceptivum

Este anticonceptivo intravaginal se diferencia de otros métodos femeninos de barrera, tales como el diafragma y el capuchón cervical, porque:
- Está disponible en un solo tamaño.
- Tiene una válvula que crea succión y permite la salida del moco cervical.

El único estudio realizado revela que las probabilidades de falla oscilan en un rango del 2.2% (cuando es utilizado junto con un espermicida) al 2.9% (sin espermicida) durante un periodo de 6 meses de uso. Estas probabilidades son el resultado de unas correcciones estadísticas debido al bajo número de mujeres que participaron en el estudio que nunca han resultado embarazadas. Sin dichas correcciones, las probabilidades de fallo usando espermicida son del 15% con una muestra de 59 mujeres.
Debido al pequeño número de la muestra, la FDA rechazó en un primer caso su aprobación.
Es contraindicado en personas con infecciones o heridas vaginales, en cuello uterino o en áreas pélvicas.
Este método anticonceptivo no protege contra las ETS, al igual que no causa aumento de peso.
Entre los posibles efectos secundarios se encuentran dolor o molestias genitales en un 7% de las mujeres. También hay leves probabilidades de contraer infecciones en el tracto urinario.

## Lugares donde es distribuido este producto
- Canadá distribuido como Lea's Shield.
- EE. UU. distribuido como Lea Contraceptive.
- Europa distribuido como LEA Contraceptivum

Se puede obtener sin receta médica en Alemania, Suiza, Austria, Canadá. Es aprobado por la FDA y disponible bajo receta médica en Estados Unidos.
No está disponible en México.